# Yuanyang, Honghe
Yuanyang är ett härad i Honghe, en autonom prefektur för hanifolket och yifolket i Yunnan-provinsen i sydvästra Kina. I häradet ligger kärnan av de terrassodlingar som bildar värdsarvet Honghe Hani risterrasser.